# Bice Valori
Maria Bice Valori (Roma, 13 de maig de 1927 – 17 de març de 1980) va ser una actriu italiana, comediant i personalitat televisiva i radiofònica.

## Biografia
Nascuda a Roma, Valori estudia a l'acadèmia d'arts dramàtiques Silvio d'Amico, graduant-se el 1948. El mateix any, va entrar a l'empresa del Piccolo Teatro de Roma dirigida per Orazio Costa. Després de papers en diversos clàssics, Valori s'especialitza com a actriu còmica i té els seus èxits principals en el gènere de teatre musical, apareixent en Rugantino i Aggiungi un posto a tavola. En cinema, pel seu caràcter molt actiu, tindrà principalment papers humorístics. Valori apareix sovint a la televisió, com a comediant, presentadora i actriu en sèries i telefilms de cert èxit. També va destacar a la ràdio, on va crear el paper de "Sora Bice", una rondinaira operadora de la RAI. Valori sovint compartia escena amb el seu marit, l'actor i comediant Paolo Panelli, amb qui es va casar el 1952. La seva filla Alessandra Panelli és també actriu. Valori mor el 1980, amb 53 anys, a causa d'un tumor.

## Filmografia
- Toto the Third Man (1951)
- Il padrone del vapore (1951)
- My Heart Sings (1951)
- Seven Hours of Trouble (1951)
- His Last Twelve Hours (1951)
- Inganno (1952)
- Siamo tutti inquilini (1953)
- Good Folk's Sunday (1953)
- Papà Pacifico (1954)
- The Three Thieves (1954)
- Marriage (1954)
- The Belle of Rome (1955)
- Susanna Whipped Cream (1957)
- The Most Wonderful Moment (1957)
- Maid, Thief and Guard (1958)
- Guardatele ma non toccatele (1959)
- Tough Guys (1960)
- Il carro armato dell'8 settembre (1960)
- Ferragosto in bikini (1960)
- Le signore (1960)
- Hercules in the Valley of Woe (1961)
- 5 marines per 100 ragazze (1962)
- Amori pericolosi (1964)
- Le sedicenni (1965)
- Rita the Mosquito (1966)
- Be Sick... It's Free (1968)